# كأس فيد 2001
كأس فيد 2001  هو الموسم 39 من  كأس فيد. أقيم خلال الفترة 9 أبريل 2001 وحتى 1 نوفمبر 2001، وفاز فيه منتخب بلجيكا لكأس فيد.